# Олександрівська сільська територіальна громада
Олександрівська сільська територіальна громада — територіальна громада в Україні, у Мелітопольському районі Запорізької області. Адміністративний центр — село Олександрівка.
Площа громади — 639,56 км², населення — 6333 мешканці (2020).

## Історія
Громада утворена 27 листопада 2017 року шляхом об'єднання Дівнинської та Олександрівської сільських рад Приазовського району.
19 липня 2020 року, в результаті адміністративно-територіальної реформи та ліквідації Приазовського району, громада увійшла до складу Мелітопольського району.

## Населені пункти
До складу громади входять 14 сіл: Вікторівка, Георгіївка, Гірсівка, Дівнинське, Дунаївка, Ігорівка, Караруга, Миронівка, Нечкине, Новокостянтинівка, Олександрівка, Святотроїцьке, Степанівка Перша, Хвильове.

## Природно-географічні та кліматичні умови
Рельєф місцевості рівнинний, з нахилом на південь до Азовського моря.
Ґрунти каштаново-чорноземні. Дмуть часті сильні східні вітри. Для території притаманне тривале, жарке, малодощове літо, коротка тепла осінь, малосніжна зима.
На території Олександрівської громади наявне озеро покладів метанового газу. В селі Дівнинське за своїми бальнеологічними властивостями прісна вода, яка добувається зі свердловини, корисна для хворих шлунком та наближена за своїм складом, мінеральними компонентами до джерела м. Єсентуки. В Молочному лимані наявна лікувальна грязь.

## Економіка
Основою економіки громади є сільське господарство. Основними видами діяльності сільськогосподарських товариств є вирощування зернових, олійних культур та їх переробка.
Основні сільськогосподарські підприємства: ТОВ «Олександрівка», ПП «Щотка М. П.».
Товарну структуру експорту складає продукція рослинництва — зернові та зернобобові культури.